# Crocota niveata
Crocota niveata är en fjärilsart som beskrevs av Giovanni Antonio Scopoli 1763. Crocota niveata ingår i släktet Crocota och familjen mätare. Inga underarter finns listade i Catalogue of Life.